# Jermanova nagrada
Jermanovo nagrado podeljuje Društvo slovenskih književnih prevajalcev za posebno uspele prevode družboslovnih in humanističnih besedil iz tujih jezikov v slovenščino. Nagrada je bila ustanovljena leta 2013, imenuje pa se po uglednem slovenskem filozofu in prevajalcu Franetu Jermanu.

## Prejemniki Jermanove nagrade
- 2015: Matej Hriberšek
- 2016: Alenka Mercina
- 2017: Bogdan Gradišnik, Branko Gradišnik
- 2018: Alfred Leskovec
- 2019: Sonja Weiss
- 2020: Zdravko Kobe
- 2021: Tomo Virk
- 2022: Anja Naglič
- 2023: Nada Grošelj
- 2024: Branko Madžarevič